# Eleccions a Namíbia
Eleccions a Namíbia dona informació de les eleccions i resultats electorals de Namíbia.
Namíbia escull a nivell nacional un cap d'estat - el president - i una legislatura. El president és escollit per vot popular per a un mandat de cinc anys. El Parlament té dues cambres. L'Assemblea Nacional té 78 membres, escollits per a un mandat de 5 anys, 72 membres elegits per representació proporcional i 6 membres nomenats pel president. El Consell Nacional té 26 membres, elegits per un mandat de 6 anys en constituències de doble escó (regionals).
Namíbia és una democràcia però és un estat amb un sol partit dominant al poder, la SWAPO Els partits de l'oposició són presents, però no tenen gaires possibilitats reals d'obtenir el poder.

## Resultats

### Eleccions presidencials del 2004
Resultat de les eleccions de 15 i 16 de novembre de 2004 a President de Namíbia
| Candidats - Partits                                         | Vots | %     |
| ----------------------------------------------------------- | ---- | ----- |
| Hifikepunye Lucas Pohamba - SWAPO                           |      | 76.4  |
| Ben Ulenga - Congrés de Demòcrates                          |      | 7.3   |
| Katuutire Kaura - Aliança Democràtica Turnhalle de Namíbia  |      | 5.1   |
| Kuaima Riruako - Organització Nacional d'Unitat Democràtica |      | 4.2   |
| Justus Garoëb - United Democratic Front                     |      | 3.0   |
| Henk Mudge - Republican Party                               |      | 1.9   |
| Kosie Pretorius - Monitor Action Group                      |      | 1.1   |
| Total (turnout 84,4%)                                       |      | 100.0 |
| Font: African Elections Database                            |      |       |

### Eleccions parlamentàries del 2004
Resultat de les eleccions del 15 i 16 de novembre de 2004 a Assemblea Nacional de Namíbia
| Partits                                    | Vots            | %               | Escons |
| ------------------------------------------ | --------------- | --------------- | ------ |
| SWAPO                                      |                 | 75.1            | 55     |
| Congrés de Demòcrates                      |                 | 7.2             | 5      |
| Aliança Democràtica Turnhalle de Namíbia   |                 | 5.0             | 4      |
| Organització Nacional d'Unitat Democràtica |                 | 4.1             | 3      |
| United Democratic Front                    |                 | 3.5             | 3      |
| Republican Party                           |                 | 1.9             | 1      |
| Monitor Action Group                       |                 | 0.8             | 1      |
| Escons nomenats                            | Escons nomenats | Escons nomenats | 6      |
| Total (participació 84,4%)                 |                 | 100.0           | 78     |
| Font: Electoral Commission of Namibia      |                 |                 |        |